# التهاب النخاع الرخو الحاد
التهاب النخاع الرخو الحاد (AFM) هو حالة خطيرة في الحبل الشوكي. تشمل الأعراض الظهور السريع لضعف الذراع أو الساق وانخفاض ردود الفعل. قد يحدث أيضًا صعوبة في تحريك العينين أو التحدث أو البلع. في بعض الأحيان، قد يكون هناك خدر أو ألم. يمكن أن تشمل المضاعفات صعوبة في التنفس.
والسبب وراء أغلب الحالات غير واضح حتى عام 2018. وقد تبع أكثر من 90% من الحالات الأخيرة عدوى فيروسية خفيفة مثل العدوى من فيروسات المعوية. ورغم أن شلل الأطفال من الممكن أن يتسبب في إحداث موجة AFM منذ عام 2014، فإنه لم يشارك في الحالات في الولايات المتحدة. وتتضمن الآلية الأساسية إلحاق الضرر بالغموض الشوكي. وقد يكون التشخيص مدعوماً بالتصوير الطبي للعمود الفقري، ودراسات التوصيل العصبي، واختبار السائل الدماغي النخاعي 
تشمل الوقاية التطعيم ضد شلل الأطفال وتجنب لدغات البعوض. يشمل العلاج الرعاية الداعمة. قد يوصى بالعلاج الطبيعي. في بعض الأحيان، يلزم وجود تهوية ميكانيكية لدعم التنفس. النتائج متغيرة. الحالة نادرة وتحدث بشكل أكثر شيوعًا عند الأطفال. يتأثر أقل من طفل واحد من كل 500000 طفل سنويًا في الولايات المتحدة. على الرغم من أن المرض ليس جديدًا، فقد لوحظت زيادة في الحالات منذ عام 2014 في الولايات المتحدة. في عام 2018، تم تأكيد 233 حالة في الولايات المتحدة.

## العلامات والأعراض
تشمل الأعراض:
- صعوبة في تحريك العينين أو الأربطة المطفرة
- ميل الوجه أو الضعف
- صعوبة في ابتلاع أو تكرّر الكلام
- ذراع فجائي أو ضعف الساق [9]

ملخص للحالة من قبل مراكز الأمراض التحكم والوقاية في الأمراض (CDC) في عام 2014: 
وشملت السمات المشتركة ضعف الطرف البؤري الحاد والنتائج المحددة المتعلقة بالتصوير بالرنين المغناطيسي (MRI) للشوكى المكون من الآفات غير المعززة التي تقتصر إلى حد كبير على المادة الرمادية. وفي معظم الحالات، انتشرت هذه الآفات في أكثر من مستوى واحد من الحبل الشوكي. كما يعاني البعض من اختلال وظيفي حاد في الأعصاب القحفية مع تقرحات جذع الدماغ غير المحسنة عند التصوير بالرنين المغناطيسي (MRI). ولم يشهد أي من الأطفال تغييراً في الحالة العقلية أو النوبات المرضية. ولم يكن لدى أي من هذه الآفات أي أمراض كبدية، أو شبه هرنية، أو غنغلية بازلتية، أو حثلية عند التصوير بالرنين المغناطيسي. أفاد معظم الأطفال عن مرض تنفسي محموم في الأسبوعين السابقين على ظهور أعراض العصبية.

في معظم الحالات، أظهرت تحليلات السائل المخي النخاعي (CSF) وجود مثريات معتدلة (زيادة عدد الخلايا في CSF) تتسق مع عملية التهابيّة أو المعدية.

## الأسباب

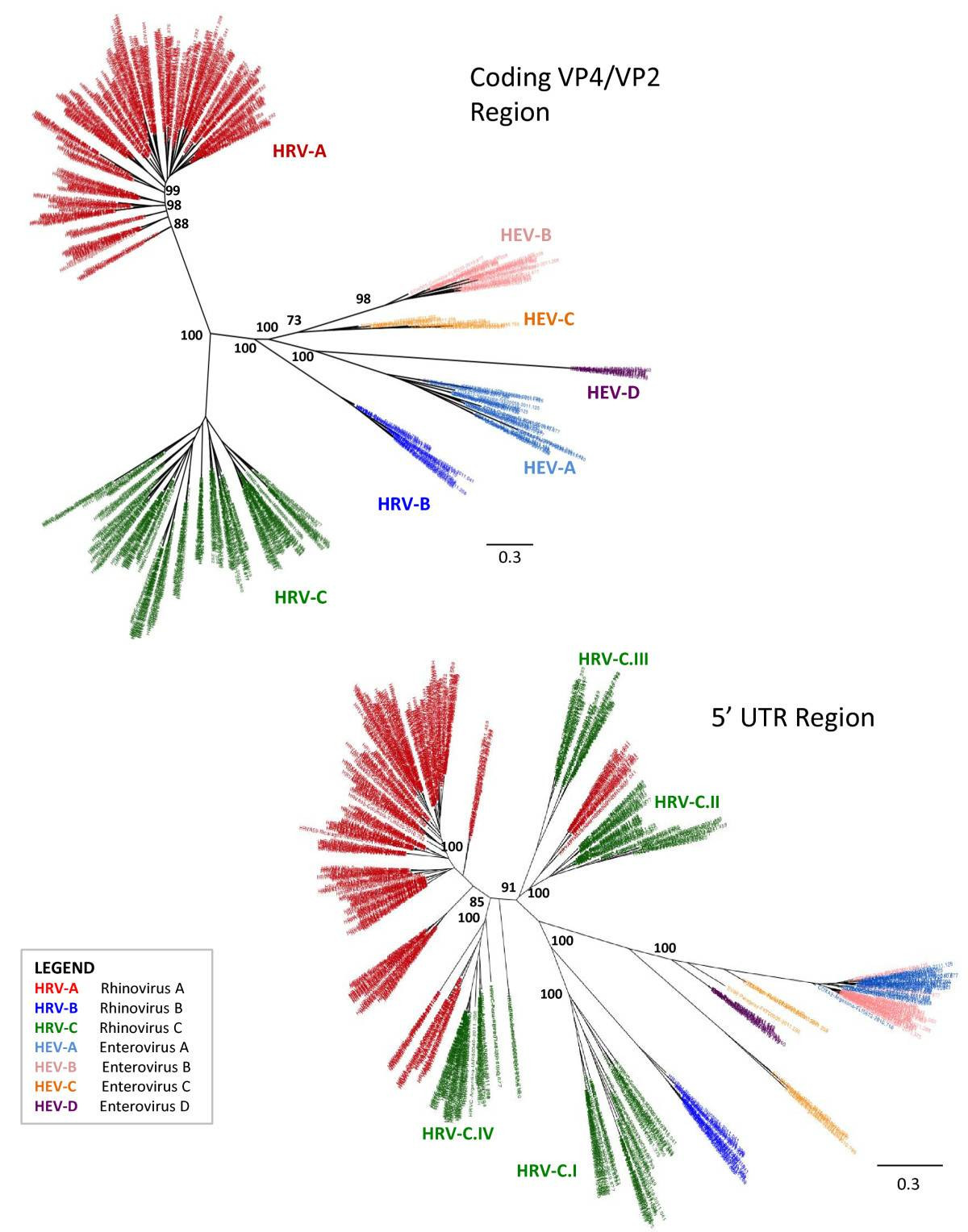
الحد الأقصى لأشجار النشوء والتطور لأنواع الفيروسات المعوية A أو B أو C أو D والفيروسات الأنفية A أو B أو C المعزولة من أمريكا اللاتينية: تتأثر منطقة 5'UTR بأحداث إعادة التركيب أكثر من تسلسل تشفير VP4 / VP2. شلل الأطفال موجود في أنواع الفيروس المعوي C ؛ تم الإبلاغ عن الفيروس المعوي 71، وهو سلالة من الفيروس المعوي A ، يسبب مضاعفات عصبية نادرة؛ السبب المشتبه به لحالات 2014 هو سلالة من الفيروس المعوي د. تسبب معظم الفيروسات المعوية وفيروسات الأنف أعراض نزلات البرد فقط.

اعتبارًا من أكتوبر 2018، اعتبرت مراكز السيطرة على الأمراض في الولايات المتحدة أن سبب الـ AFM «يحتوي على مجموعة متنوعة من الأسباب المحتملة مثل الفيروسات والسموم البيئية والاضطرابات الوراثية»، حيث تم إدراج فيروس شلل الأطفال والفيروسات المعوية غير المرتبطة بشلل الأطفال وفيروس غرب النيل وفيروسات الشماتنوفيميات من بين الأسباب المحتملة. أفاد أكثر من 90% من الأشخاص الذين يعانون من AFM بوجود أعراض تتوافق مع عدوى فيروسية خفيفة قبل بدء AFM.
وقد ركز الكثير من البحوث على الفيروسات المعوية غير شلل الأطفال 68 (EV-D68) و71 (EV-A71)، وهو سبب شائع لمرض اليد، والقدم، والفم لدى الأطفال الرضع والأطفال الصغار، وأفراد الفيروس المعوي د، وفيروس المعوي ألف نوع، على التوالي، كأسباب مشبوهة. تدعم بعض الأدلة دوراً سببياً في EV-D68. قد تلعب شركة Coxsackievirus A16 أيضاً دوراً في بعض الحالات.
وقد أشار تقرير أسبوعي عن الأمراض والوفيات لعام 2014 إلى صعوبة تحديد سبب الإصابة بالفيروس. قارن [أفندرا] [ناث] ، مديرة سريريّة من المعهد الوطنيّة من اضطرابات عصبيّة وسكتة دماغيّة ورئيس من المجتمعة الدوليّة ل [نوروولوج] ، الحالة إلى ال يمدّد تحقيقات أنّ قاد إلى تأكيد ال [هيف] كالسبب ال [أيدس]. وردا على اقتراح مفاده أن الفيروس المعوي ربما يكون في السلطة على دور شلل الأطفال، قال ناث إن الإصابة بالفيروس المسبب لمرض شلل الأطفال (EV-D68) كانت أقل ضراوة وانتشر بسرعة أبطأ كثيراً من شلل الأطفال، وأنه على النقيض من شلل الأطفال فإن قِلة من حالات الشلل كانت تُـرى لكل ألف طفل مصاب بالمرض. كما اقترح أيضاً تقييم البالغين المصابين بأمراض الجهاز التنفسي للعجز العصبي، والنظر إلى الأمراض المعدية باعتبارها سبباً عندما تظهر أعراض الجهاز العصبي لدى المرضى.
وفي تقرير لاحق وصف 29 حالة من حالات AFM المرتبطة بـ EV-D68 في أوروبا في عام 2016، مشيراً إلى أن «هذه الحالات ربما لا تمثل سوى قمة جبل الجليد».

## التشخيص
يتم تشخيص الـ AFM عن طريق فحص الجهاز العصبي للشخص مع مراجعة صور الحبل الشوكي. يمكن للطبيب فحص الجهاز العصبي للشخص والأماكن الموجودة على الجسم حيث يعاني من الضعف وضعف العضلات وانخفاض ردود الفعل المنعكسة.بالإضافة إلى ذلك، يمكن للطبيب إجراء تصوير رنين مغناطيسي للنظر إلى دماغ الشخص والحبل الشوكي، وإجراء اختبارات معملية على السائل المخي النخاعي (CSF، السائل المحيط بالمخ والحبل الشوكي)، وقد يقوم بفحص التوصيل العصبي (السيال المرسل عبر الألياف العصبية) والاستجابة.
إن تشخيص المرض يحتاج إلى شلل حاد في الإصابة بمرض التهاب العمود الفقري، فضلاً عن إصابة العمود الفقري بإحدى المواد الرمادية. يجب أن يظهر csf تليف الخلايا.

## الوقاية
توصي مراكز مكافحة الأمراض والوقاية من الأمراض، «لمنع الإصابات بشكل عام، يجب على الأشخاص البقاء في منازلهم إذا كانوا مرضى، وغسل أيديهم بالماء والصابون في كثير من الأحيان، وتجنب ملامسة الأيدي عن قرب (مثل الملامسة والغربلة) مع المرضى، وتنظيف الأسطح التي كثيرا ما تمس وتطهيرها».

## علاج أو معاملة
العلاج يشمل الرعاية الداعمة. يمكن التوصية بالعلاج الفيزيائي. من حين إلى آخر، يلزم توفر التهوية الميكانيكية لدعم التنفس. 
إذا كان الغلوبولين المناعي أو الكورتيكوستيرويدات أو تبادل البلازما أو الأدوية المضادة للفيروسات مفيدة غير واضح.  

## النتائج
وقد أشارت الدراسات التي أجريت في الفترة من 2014 إلى 2017 إلى نتيجة هزيلة للعديد من الحالات. تم اكتشاف سبع حالات من 61 حالة مع EVD68 وثماني حالات متابعة طويلة الأجل تمت استعادتها بالكامل؛ تم وصف وفاتين في الأشخاص الذين يعانون من مناعة شديدة (تم اكتشاف واحدة مع EVD68 وواحدة مع اكتشاف EVD68 وCoxsackie A16).
فقد تم إرسال ستة من كل عشرة أطفال في دنفر إلى بيوتهم لتلقي العلاج من مرضى من خارج المستشفى؛ وتعافى بعضهم من أعراض خفيفة من ضعف مؤقت في حين يظل مصير هؤلاء الأكثر تضرراً غير واضح. وقد يكون العلاج الفيزيائي المكثف والعلاج المهني مفيداً في التعافي.  

## علم الأوبئة

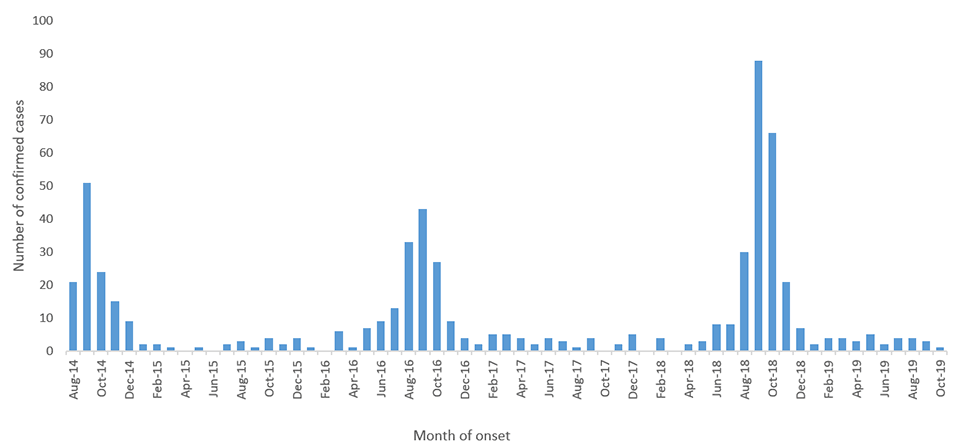
رسم بياني يوضح الطبيعة الموسمية لحدوث AFM: حدثت زيادات ملحوظة في أواخر صيف 2014 و 2016 و 2018.

وهناك نمط موسمي شوهد في حالات تفشي المرض، مع حدوث زيادة ملحوظة في الحالات المبلغ عنها في أواخر الصيف وأوائل الخريف.
وقد حددت مراكز السيطرة على الأمراض (CDC) التسلسل الجينومي الكامل أو شبه الكامل لهذه الأنواع الثلاثة المعروفة من الفيروس، والتي «ترتبط وراثياً بسلالات فيروس EV-D68 التي تم اكتشافها في السنوات السابقة في الولايات المتحدة وأوروبا وآسيا».
وفي حين أن معدلات الإصابة بأعراض الشلل ترتبط فيما يبدو بعدد التهابات الجهاز التنفسي، في التقارير الأولية السردية، فإن الحالات لا تتجمع داخل الأسرة أو المدرسة، مما يشير إلى أن الشلل في حد ذاته ليس معديا بشكل مباشر، ولكن ينشأ كتعقيد نادر للغاية للإصابة التنفسية الشائعة. 
كما تم الإبلاغ عن حالات إصابة بأمراض مماثلة في كندا وشمال أوروبا واليابان. 
أكثر من 90٪ من الحالات المبلغ عنها في الأطفال.

## التاريخ
تم تتبع AFM رسميًا فقط منذ عام 2014، منذ أن ارتفع معدل الإصابة في السنوات الأخيرة. 

أفادت مجموعة في تكساس أنها لاحظت نمطًا في عام 2013 من حالة واحدة إلى أربع حالات سنويًا ذات خصائص شبيهة بشلل الأطفال. 
في عام 2014، أشار التقرير الأسبوعي للمراضة والوفيات لمراكز السيطرة على الأمراض والوفيات  ومكالمة جماعية للتواصل والتواصل مع أطباء مراكز مكافحة الأمراض والوقاية منها (COCA)،  إلى أن العديد من الحالات كانت تعاني من آلام في الرقبة أو الظهر أو الأطراف، ولكن بخلاف ذلك، كان لدى المصابين عمومًا آلام طبيعية. إحساس في أطرافهم. ناقش عدد قليل من المشاركين في المكالمة الجماعية ما إذا كان الألم، الذي يخف لاحقًا، قد يسبق ظهور الشلل.
وصف تقرير صدر في أكتوبر 2014 تفشي المرض في ولايتي كاليفورنيا وكولورادو، مما يشير إلى أن عدد الحالات قد يكون 100 أو أكثر على الصعيد الوطني. اشتمل التشخيص على تاريخ طبي مفصل، والتصوير بالرنين المغناطيسي، والتخلص من التهاب النخاع المستعرض أو متلازمة غيلان باريه كأسباب محتملة. كان الأطباء يستخدمون قائمة بريدية عبر الإنترنت للتواصل حول حالات مماثلة في ألاباما وكانساس. كانت أكبر مجموعة معروفة من الحالات في كولورادو، حيث تم الإبلاغ عن 29 حالة، تم الإبلاغ عن 12 منها من أغسطس وما بعده من ذلك العام.

ثلاث من أربع حالات عولجت في ألاباما تضمنت عجزًا تامًا عن تحريك ذراع واحدة، تذكرنا بإصابة العصب المحيطي:
الحالات الثلاث منذ أغسطس / آب تبدو حقاً مثل بعضها البعض. لديهم ارتخاء حاد في الذراع ولا تغيرات في الحالة العقلية. كل منهم لديه صور بالرنين المغناطيسي مماثلة للعمود الفقري تظهر تورط المادة الرمادية. يمكنك وضع جميع أجهزة التصوير بالرنين المغناطيسي الثلاثة فوق بعضها البعض وتبدو متشابهة تقريبًا. إنه أمر مذهل للغاية. . . . عندما ترفع ذراعك، تسقط حرفيًا. عادة ما يكون الإحساس سليمًا. قد يكون هناك انخفاض طفيف في الإحساس في الذراع الأخرى، لكن هؤلاء أطفال أصغر سنًا، لذا فهم ليسوا متعاونين دائمًا في إعطائك اختبارًا حسيًا جيدًا. 
أفاد مستشفى ميرسي للأطفال، الذي كان لديه ثلاث أو أربع حالات في عام 2014، أن صور التصوير بالرنين المغناطيسي والأعراض تشبه شلل الأطفال عن كثب. لقد أفادوا: «البداية المفاجئة للشلل الرخو في أطراف واحدة أو أطراف متعددة مع عدم وجود نتائج حسية على الإطلاق، تظهر جميع صور الرنين المغناطيسي بشكل موحد زيادة في الإشارة في الأبواق البطنية للحبل الشوكي - وهذه بالضبط نفس المنطقة المتأثرة من الحبل الشوكي في شلل الأطفال. . . يعاني جميع المرضى تقريبًا من زيادة في خلايا الدم البيضاء في السائل الدماغي النخاعي. بعض المرضى لديهم نتائج في جذع الدماغ ونتائج أعصاب قحفية.» 
من بين 64 مريضًا يستوفون معايير مركز السيطرة على الأمراض قبل 29 أكتوبر 2014، كان 80 ٪ لديهم مرض تنفسي سابق و 75 ٪ أبلغوا عن حمى في الأيام التي سبقت ضعف الأطراف، والتي كان ظهورها مفاجئًا بشكل عام. بحلول 20 نوفمبر، بلغ عدد الحالات المؤكدة 88 حالة من 29 ولاية.
طلب مركز السيطرة على الأمراض (CDC) أن يقدم الأطباء معلومات حول الحالات التي تستوفي هذه المعايير: المرضى الذين تم تشخيصهم بعد 1 أغسطس 2014، والذين لا تزيد أعمارهم عن 21 عامًا، يظهرون بداية حادة لضعف الأطراف البؤرية، مع وجود آفة في النخاع الشوكي تقتصر إلى حد كبير على المادة الرمادية تصور بواسطة التصوير بالرنين المغناطيسي.  
في نوفمبر 2018، أفاد مركز السيطرة على الأمراض أنهم يحققون في 286 حالة، مع ما لا يقل عن 116 حالة مؤكدة في 31 ولاية. يقوم مركز السيطرة على الأمراض بتشكيل فريق عمل للتحقيق في الأسباب وإيجاد العلاجات.